# بورگ (دیمارشن)
بورگ (به آلمانی: Burg) یک شهر در آلمان است که در Burg-Sankt Michaelisdonn واقع شده‌است. بورگ ۴٬۲۱۹ نفر جمعیت دارد.